# Manav Kaul
Manav Kaul – indyjski aktor bollywoodzki.

## Filmografia
1. 1971 (2007) – porucznik lotnictwa Ram
2. Continuum (film) (2006) – Security Guard
3. Jajantaram Mamantaram (2003) – Jeran